# Lycodon tiwarii
Lycodon tiwarii, també coneguda com a serp llop d'Andaman, o serp llop de Biswas, és una espècie de serp del gènere Lycodon, de la família dels colúbrids, que és originària de l'Índia.

## Troballa i distribució
La serp va ser descrita per primera vegada per l'ornitòleg hindús, Biswamoy Biswas l'any 1965 i habita únicament en l'Índia, concretament a les Illes Andaman.